# حسن البنا
حسن أحمد عبد الرحمن محمد البنا (25 شعبان 1324هـ - 13 ربيع الآخر 1368هـ / 14 أكتوبر 1906 - 12 فبراير 1949م)، داعية إسلامي مصري وسياسي ومعلم للغة عربية، ومؤسس جماعة الإخوان المسلمين عام 1928 والمُرشد العام الأول لها ورئيس تحرير أول جريدة أصدرتها الجماعة عام 1933، وصاحب الفكر الرئيسي المؤثر في أفرادها من خلال العديد من الرسائل التي ألفها ويعتبرونه مجدد الإسلام ويلقب بين أنصاره «بالإمام الشهيد».
يري حسن البنا أن الإسلام ليس مجرد ديانة بل كذلك أيدولوجية سياسية فهو يشمل كونه دين ودولة ووطن وجنسية وروحانية وعمل ومصحف وسيف. رأي البنا أن الدساتير الحديثة يجب أن لا تخالف الإسلام مع إقراره وتأييده للحكم الدستوري. ودعا إلى أسلمة الدولة والاقتصاد والجيش والمجتمع. وأعلن أن إقامة مجتمع عادل يتطلب تطوير المؤسسات والضرائب التصاعدية، ووضع نظرية مالية إسلامية حيث يتم تخصيص الزكاة للإنفاق الاجتماعي من أجل تقليل عدم المساواة. تضمنت أيديولوجية البنا نقد المادية الغربية والإمبريالية البريطانية وتقليدية العلماء المصريين.  رفض مفهوم الوطنية الحديث والقومية العربية وأعدهم أفكار جاهلية واعتبر جميع المسلمين أعضاء في مجتمع قومي واحد ودعي لتعاون ثقافي واجتماعي واقتصادي بين الشعوب الإسلامية وعقد الأحلاف والمؤتمرات تمهيدًا لإقامة الخلافة الإسلامية من جديد بإعتبارها رمز وحدة المسلمين من كافة الجوانب.
نشأ في أسرة متعلمة مهتمة بالإسلام كمنهج حياة حيث كان والده عالماً ومحققاً في علم الحديث، حفظ نصف القرآن الكريم في مكتب تحفيظ القرآن بالمحمودية وأكمل حفظه في المرحلة الإعدادية، 
 تأثر بالتصوف عن طريق احتكاكه بالشيخ عبد الوهّاب الحصافي شيخ الطريقة الحصافية الشاذلية في عام 1923 لكنه تركها فيما بعد رفض شيخ الطريقة تأسيس جماعة الإخوان المسلمين، كما تأثر بعدد من الشيوخ منهم والده الشيخ أحمد البنا الذي كان شيخا في الأزهر وصاحب كتاب الفتح الرباني لترتيب مسند الإمام أحمد بن حنبل الشيباني وقام بتعليمه المذهب الفقهي الحنفي، والشيخ رشيد رضا صاحب مجلة المنار وتعلم منه السلفية، والشيخ محمد زهران - صاحب مجلة الإسعاد، وصاحب مدرسة الرشاد التي التحق بها لفترة وجيزة بالمحمودية - ومنهم أيضًا الشيخ طنطاوي جوهري صاحب تفسير القرآن الجواهر.
التحق البنا سنة 1923 بكلية دار العلوم بالقاهرة، بعد أن حصل في السنة النهائية من مدرسة المعلمين على المركز الأول فكان ترتيبه الخامس بين جميع طلاب مصر. وعندما دخل دار العلوم وتقدم لامتحانها كان يحفظ ثمانية عشر ألف بيت من الشعر وكثيرًا من النثر.
تخرج من دار العلوم عام 1927 وحصل علي الإجازة في اللغة العربية وآدابها والعلوم الإسلامية. عين مدرساً للغة العربية في مدينة الإسماعيلية في نفس العام ونقل إلى مدينة قنا بقرار إداري عام 1941 ثم ترك مهنة التدريس في عام 1946 ليتفرغ لإدارة جريدة الشهاب.
أسس حسن البنا وعمره 21 عامًا جماعة الإخوان المسلمين في 22 مارس عام 1928 كحركة إسلامية دعوية مستنداً إلى آرائه وأطروحاته لفهم الإسلام المعاصر حيث قال:«إن الإسلام عقيدة وعبادة ووطن وجنسية ودين ودولة وروحانية وعمل ومصحف وسيف.»، دعت جماعة الإخوان المسلمين إلى الإصلاح الأخلاقي التدريجي ولم تكن لديها خطط للاستيلاء على السلطة بالعنف. دعا البنا المسلمين إلى الاستعداد للكفاح المسلح ضد الحكم الاستعماري، وحذر المسلمين من «الاعتقاد السائد» بأن «جهاد القلب» أهم من «جهاد السيف».  سمح بتشكيل جناح عسكري سري داخل جماعة الإخوان المسلمين لإستهداف تمركزات الإنجليز في مصر ومحاربة العصابات الصهيونية في حرب 48، في ظل تشتت الأمة الإسلامية ووقوعها تحت الاستعمار البريطاني والفرنسي والإيطالي والغزو الفكري الأوروبي العلماني للوطن العربي والعالم الإسلامي وأخذ يدعو الناس إلى العودة إلى الإسلام ونشر مبادئ الإسلام في جميع المدن المصرية والريف.
له نتاج أدبي ومؤلفات منها رسائل الإمام الشهيد حسن البنا وتعتبر مرجعًا أساسيًّا للتعرُّف على فكر ومنهج جماعة الإخوان بصفة عامة، ومذكرات مطبوعة عدة طبعات أيضًا بعنوان مذكرات الدعوة والداعية ولكنها لا تغطِّي كل مراحل حياته وتتوقف عند سنة 1942. وله عدد كبير من المقالات والبحوث القصيرة جميعها منشورة في صحف ومجالات الإخوان المسلمين التي كانت تصدر في الثلاثينيات والأربعينيات، أوّل مقال نشره كان سنة 1928 في جريدة الفتح تحت عنوان الدعوة إلى الله وآخر مقال نشره قبل اغتياله كان بين المنعة والمحنة ونشر في كانون أول عام 1948 في جريدة الإخوان اليومية قبيل صدور قرار بحل جماعة الإخوان المسلمين في نفس الشهر.

## النشأة

### المولد والصبا

الشيخ أحمد البنا الساعاتي والد البنا.

وُلِد البنا في المحمودية من أعمال محافظة البحيرة بدلتا النيل في يوم الأحد 25 من شعبان سنة 1324 هـ وهو ينتسب إلى أسرة ريفية متوسطة الحال، كانت تعمل بالزراعة في إحدى قرى الدلتا هي قرية شمشيرة قرب مدينة رشيد الساحلية. كان جَدُّه عبد الرحمن فلاحًا، ونشأ والده أحمد بعيدا عن العمل بالزراعة، فدرس علوم الشريعة في جامع إبراهيم باشا بالإسكندرية. والتحق أثناء دراسته بمحلٍّ لإصلاح الساعات في الإسكندرية، وأصبحت بعد ذلك حرفة له وتجارة، ومن هنا جاءت شهرته بالساعاتي. أصبح والده من علماء الحديث وله فيه مصنفات عديدة أهمها «ترتيب مسند الإمام أحمد» مع مفتاح له يسهل الوصول إلى أحاديثه، وله أيضاً كتاب بدائع المنن في جمع وترتيب مسند الشافعي وفي كنفه نشأ حسن البَنَّا فتطبع بالكثير من طباعه، كما درس البنا على أبيه العلوم الشرعيَّة، وقد كان والده يدرك الأهميَّة الإيجابيَّة للاختلافات الفقهيَّة بين أصحاب المذاهب المتعددة، فجعل كل واحد من أبناءه يدرس واحدا من المذاهب الفقهيَّة، فكان المذهب الحنفي من نصيب حسن، وكان يعلمه دروس الفقه في المنزل، وكان يحثُّه على حفظ المتون في فروع العلوم الشرعيَّة، ويشجعه على القراءة واقتناء الكتب، وبالإضافة إلى هذا فقد علَّمه صنعة الساعات، وحرفة تجليد الكتب.
اشترك حسن البنا منذ وقت مبكر من عمره في بعض الجمعيات الدينية، وانضم لطريقة صوفية تُعرف بالطريقة الحصافية حيث كانت تنتشر الطرق الصوفية في مصر، حتى صار سكرتيراً للجمعية الحصافية للبر وهو في الثالثة عشرة من عمره. تميز حسن البنا بفهم واسع، وذكاء متقد، وذاكرة قوية، وكان حريصًا على الصلاة وأدائها في المسجد، مداومًا على تلاوة القرآن الكريم، يهتم بأداء الشعائر الدينية ويدعو زملاءه إليها، يُجيد فنَّ الحوار والإقناع، ويتميز بالشجاعة الأدبية واللباقة في الأسلوب، والأهم كانت لديه فكرة لتغيير النظم بما يتوافق مع رؤيته للإسلام.

### التعليم
دخل حسن البنا الكتاب في الثامنة من عمره، وبدأ تعليمه في مكتب تحفيظ القرآن بالمحمودية، وتنقل بين أكثر من كُتَّاب حتى إن أباه أرسله إلى كتّاب في بلدة مجاورة، وكانت المدة التي قضاها في الكتاتيب وجيزة فحفظ نصف القرآن الكريم، كما تعلم القراءة والكتابة على يد معلمه الشيخ محمد زهران المحمودي صاحب كتّاب مدرسة الرشاد الدينيَّة  وتأثر به، وكان دائم التبرُّم من نظام الكُتّاب ولم يُطِق أن يستمر فيه فالتحق بالمدرسة الإعدادية رغم معارضة والده الذي كان يحرص على أن يحفِّظه القرآن ولم يوافق على التحاقه بالمدرسة إلا بعد أن تعهّد له حَسَن بأن يُتِمَّ حفظ القرآن في منزله.

حسن البنا في شبابه.

كون مع زملائه الذين كانوا يشتركون معه في الصلاة جمعية سماها «جمعية محاربة المنكرات»، فكانوا يرسلون خطابات للمخطئين لنصحهم وإرشادهم حتى يعودوا إلى الطريق الصحيح. وبعد إتمامه المرحلة الإعدادية التحق بمدرسة المعلمين الأولية بدمنهور وهو في الرابعة عشرة من عمره، واصل البنا دعوته إلى التمسك بالإسلام فكان يوضح لزملائه في المدرسة فضل الصلاة المفروضة وأدار حلقة لقراءة القرآن الكريم قبل دخول التلاميذ لفصولهم ولم يمنعه ذلك من الاهتمام بدروسه بل كان متفوقًاً في دراسته.
ثم التحق البنا سنة 1923 وهو في السادسة عشرة من عمره بكلية دار العلوم بالقاهرة، بعد أن حصل في السنة النهائية من مدرسة المعلمين على المركز الأول فكان ترتيبه الخامس بين جميع طلاب مصر. وعندما دخل دار العلوم وتقدم لامتحانها كان يحفظ ثمانية عشر ألف بيت من الشعر وكثيرًا من النثر. أعجب البنا بالدراسة في دار العلوم وأساتذتها وأخذ يذاكر بجد ونشاط ويجتهد في دراسته فكان الأول فيها. وتلقى دروس علم الحياة ونظم الحكومات والاقتصاد السياسي إلى جانب الدروس الأخرى في اللغة والأدب والشريعة وفي الجغرافيا والتاريخ. حتى تخرَّج منها سنة 1927. وفي هذه الفترة اتصل البنا بالشيخ محب الدين الخطيب ورشيد رضا، جمع البنا مكتبة ضخمة تحتوي على عدة آلاف من الكتب في المجالات المذكورة إضافةً إلى أعداد أربع عشرة مجلة من المجلات الدورية التي كانت تصدر في مصر مثل مجلة المقتطف ومجلة الفتح ومجلة المنار وغيرها، ولا تزال مكتبته إلى الآن في حوزة ابنه سيف الإسلام.

### العمل
عُين البنا مدرساً للغة العربية بإحدى المدارس الابتدائية بالإسماعيلية، ومنها إنطلق بدعوة الإخوان المسلمين، ثم عاد البنا في عام 1932 إلى القاهرة مرة أخرى ليزاول عمله مدرسا بمدرسة عباس بالسبتية، وأخذ يؤسس لجماعته تأسيساً واسع النطاق وينتقل بها من مرحلة إلى مرحلة. أمضى البَنّا ما يقرب تسعة عشر عامًا مُدرِّسًا بالمدارس الابتدائية؛ في الإسماعيلية ثم في القاهرة، وعندما استقال من وظيفته كمدرس في سنة 1946. كان قد نال الدرجة الخامسة في الكادر الوظيفي الحكومي، وبعد استقالته عمل لمدة قصيرة في جريدة الإخوان المسلمون اليومية، ثم أصدر مجلة الشهاب الشهرية ابتداءً من سنة 1947؛ لتكون مصدرًا مستقلاًّ لرزقه ولكنها أغلقت بحل جماعة الإخوان المسلمين في 8 من ديسمبر 1948.

### مساهمة البنا في العمل الدعوي
عندما تألفت جمعية الأخلاق الأدبية وقع اختيار زملائه عليه ليكون رئيسًا لمجلس إدارة هذه الجمعية، ثم أنشأوا جمعية أخرى خارج نطاق مدرستهم سموها جمعية منع المحرمات، ثم تطورت الفكرة في رأسه بعد أن التحق بمدرسة المعلمين بدمنهور. فأنشأ الجمعية الحصافية الخيرية التي زاولت عملها في حقلين أساسيين هما: نشر الدعوة إلى الأخلاق الفاضلة ومقاومة المنكرات والمحرمات المنتشرة. والثاني: مقاومة الإرساليات التبشيرية. بعد انتهائه من الدراسة في مدرسة المعلمين انتقل إلى القاهرة وانتسب إلى مدرسة دار العلوم العليا فاشترك في جمعية مكارم الأخلاق الإسلامية. ويبدو أن فكرة تكوين جماعة الإخوان قد تبلورت في رأسه أول ما تبلورت وهو طالب بدار العلوم، فقد كتب موضوعًا إنشائيًا كان عنوانه ما هي آمالك في الحياة بعد أن تتخرج؟ فقال فيه:

## تأسيس جماعة الإخوان المسلمين
بعد إلغاء الخلافة الإسلامية سنة 1924 أصبح الدين من وجهة نظر البعض علامة على الجهل والتأخر والبعد عن الحضارة، وخلع الكثير من نساء مصر الحجاب، فعمل حسن البنا على تكوين جماعة من الدعاة المتحمسين من طلبة دار العلوم والأزهر، وخرجوا إلى الناس في المساجد والمقاهي يخاطبونهم بأسلوب بسيط، ويرشدونهم إلى التمسك بدينهم واتباع سنة الرسول، حتى عندما تم تعيينه مدرساً عام 1927 بمدارس الإسماعيلية للبنين، لم يتوقف عن دعوته، واختار أن يتوجه بالدعوة للناس في المقاهي التي تزدحم بهم فكان يصور لهم الحياة الإسلامية على أنَّها بناء يقوم على أربعة أعمدة؛ الحكومة، والأمة، والأسرة، والفرد. تأثر بدعوته الكثيرون، فأسس البنا جمعية الإخوان المسلمون في الإسماعيلية، ثم تم نقله ليعمل مدرساً في القاهرة، وأخذ يدعو المسلمين إلى العودة إلى كتاب الله وسنة رسوله، حتى عظم أمر الإخوان المسلمين وبلغ عددهم في ذلك الوقت أكثر من نصف مليون فرد.

### سبب التأسيس والنواة

حسن البنا مع الزعيم السوداني إسماعيل الأزهري في إحدى الاجتماعات عام 1946م.

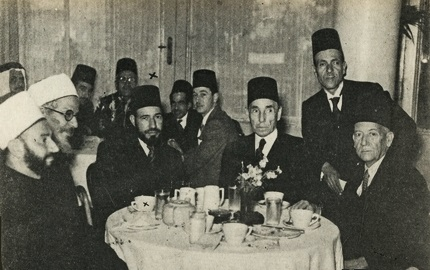
البنا في مؤتمر عام 1947 ويظهر عزيز علي المصري.

تأسست جماعة الإخوان في مارس - آذار سنة 1928، حيث زار حسن البنا في منزله، حافظ عبد الحميد، أحمد الحصري، فؤاد إبراهيم، عبد الرحمن حسب الله، إسماعيل عز، وزكي المغربي، الذين تأثّروا من محاضراته، وقالوا له - كما يروي البنا في مذكراته -: 

وافق البنا، وكانت البيعة، فتم تأسيس مدرسة التهذيب لحفظ القرآن وشرح السور، وحفظ وشرح الأحاديث النبوية وآداب الإسلام، فصارت المدرسة مقراً للإخوان، وخرّجت الدفعة الأولى من الإخوان وكان عددهم أكثر من سبعين، بدأ عمل الإخوان ينتشر في نواحي حياتية واسعة مثل بناء المساجد ونشر العلم ومساعدة المحتاجين، وجاء في خطبة البنا الأولى في مسجد الإخوان:
ما أوجد للبنا ولأصحابه أعداءا حاولوا دسّ الدسائس بواسطة تقديم عرائض إلى رئيس الحكومة آنذاك، صدقي باشا، تتهمه بأنّه مدرّس شيوعي يتصل بموسكو، أو وفدي يسعى للإطاحة بالحكومة، أو يتفوّه ضد الملك فؤاد، أو يجمع المال بصورة غير قانونية.
ودعي حسن البنا الملوك والحكام إلى تطبيق الشريعة الإسلاميّة في شؤون الحياة سنة 1948م، وبشر المسلمين بالدولة الإسلامية في صورة الخلافة، وقال: «إذا لم تقم الحكومة الإسلامية فإن جميع المسلمين آثمون».

### العمل السياسي
خاض البنا وجماعة الإخوان المسلمين على مدى عقد من الزمان (1938 - 1949) العديد من المعارك السياسية مع الأحزاب الأخرى، وخاصةً حزب الوفد والحزب السعدي. فقد قاومت الأحزاب المصرية فكر حسن البنا وحالت دون توسع الإخوان المسلمين سياسياً، كما خاض البنا الانتخابات المصرية أكثر من مرة بدائرة الدرب الأحمر بالقاهرة، وكان بها المركز العام لجماعته وكان يقطن بها بـحي المغربلين، لكنه لم يفز في أي مرة في أي دائرة لا هو ولا زملاؤه بما فيهم أحمد السكري سكرتير الجماعة وكان مرشحًا بالمحمودية مقر ولادته.
في الأعوام التالية لنهاية الحرب العالمية الأخيرة اتجه إلى القيادة الشعبية العامة وعدم انحصاره في دائرة جماعته حيث إنه كان يخاطب جماهير الشعب ويحثها على الالتزام بتعاليم الإسلام والعمل له تحت لواء جماعته، على أن الترشيح للانتخابات البرلمانية سنة 1944 كان بداية للتحرك بين جماهير الشعب، استفاد البنا من الظروف السياسية في مصر عقب الحرب العالمية خاصة بعدما اهتزت زعامة حزب الوفد الشعبية بعد قبوله الحكم نتيجة للتدخل البريطاني سنة 1942 ولم تستطع الأحزاب السياسية الأخرى أن ترث هذه الزعامة، في حين تزايدت أعداد الإخوان ومناصريهم وبرزت مطالب قومية عامة بعد انتهاء الحرب، وتطلع الشعب لمن يقوده لتحقيق جلاء الإنجليز عن البلاد، ثم جاءت قضية فلسطين وقرار تقسيمها والاحتلال الصهيوني فزاد من سخط الشعب وهياجه.
فانطلق البنا يقود المظاهرات الشعبية العامة التي خرجت من الأزهر بعد قطع المفاوضات وعرض قضية مصر على مجلس الأمن وخطب في الجموع إلى جانب كبار رجالات مصر والعروبة عام 1947 وقد جرح في إحداها. وفي المظاهرة الشعبية الكبرى التي تجمعت بميدان الأوبرا في القاهرة تأييداً لفلسطين في ديسمبر 1947 بعد تقسيم فلسطين خطب البنا إلى جانب رياض الصلح والأمير فيصل بن عبد العزيز والشيخ محمود أبو العيون وجميل مردم وصالح حرب وإسماعيل الأزهري والقمص متياس الأنطوني مندوب بطريركية الأقباط الأرثوذكس.

#### رؤيته للديمقراطية والدكتاتورية والإشتراكية
يري حسن البنا بأن الديمقراطية أقرب المناهج للإسلام ولمبدأ الشوري، وقد ترشح البنا في إنتخابات النواب عن دائرة الإسماعيلية لكنه لم ينجح بسبب كونه مغمورًا حينها. ولكنه أكد أن الإخوان ليسوا ديمقراطيون ولا ديكتاتوريون ولا إشتراكيون بل مسلمون فقط فيقول:

### الإخوان وفلسطين

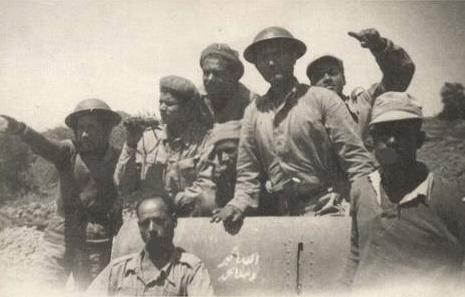
مجاهدين من الإخوان في حرب 1948 بين الكيان الصهيوني والعرب.

اهتم البنا بقضية فلسطين واعتبرها قضية العالم الإسلامي بأسره ودعى إلى الثورة والقوة والدم، في مواجهة ما يسميه التحالف الغربي الصهيوني ضد الأمة الإسلامية ودعا إلى رفض قرار تقسيم فلسطين الذي صدر عن الأمم المتحدة سنة 1947 ونادى بالجهاد في فلسطين؛ «حتى يمكن الاحتفاظ بها عربية مسلمة»، وقال:
بدأت صلة البنا بفلسطين بصداقته للحاج أمين الحسيني عندما كان طالباً في القاهرة فكانا يتجاذبان أطراف الحديث عن فلسطين، فشرع البنا يرسل شباب الإخوان في مساجد القاهرة والمحافظات يحدثون الناس عن ظلم الإنجليز وبطشهم وتآمرهم على أهل فلسطين، ثم دعا بعد ذلك إلى مقاطعة المجلات اليهودية في القاهرة، فطبع قائمة كشوف بأسماء هذه المجلات وعناوينها، والأسماء الحقيقية لأصحابها وذيلت الكشوف بعبارة إن القرش الذي تدفعه لمجلة من هذه المجلات، إنما تضعه في جيب يهود فلسطين ليشتروا به سلاحاً يقتلون به إخوانك المسلمين في فلسطين.
دعى البنا إلى عقد أول مؤتمر عربي من أجل نصرة فلسطين، وجمع التبرعات للحركة الجهادية الفلسطينية، ومن الوسائل التي ابتكرها إصدار طابع بقيمة قرش وتوزيعه على الناس. آمن البنا بالحل باستخدام القوة، وبدأ البنا بإرسال شباب الإخوان من مصر إلى فلسطين في بداية الثلاثينيات خلسة، حيث تسللوا من شمال فلسطين شاركوا مع عز الدين القسام، ودخل قسم من الإخوان تحت قيادة الجيوش العربية التابعة لجامعة الدول العربية، وبلغ مجموع الإخوان المسلمين الذين استطاعوا أن يدخلوا أرض فلسطين بشتى الوسائل 10 آلاف مجاهد، وقاموا بنسف مقر قيادة اليهود وقاتلوا في مدينة الفالوجة.

بعد قضية تزويد الجيش المصري بأسلحة فاسدة، تيقن البنا من عدم جدية الدول العربية في القتال، وأنها تخضع لرغبات الدول الاستعمارية وقال حينها:
 وقاد بعدها البنا مظاهرة في مصر خرج فيها نصف مليون شخص في عام 1947 - قبل اغتياله بسنتين - ووقف فيهم خطيباً وقال:
في شهر رجب 1358هـ الموافق أغسطس 1939 أعلن الإخوان المسلمون يوم 27 رجب يوم فلسطين وذكرى الإسراء والمعراج منطلقًا لبدء حملة كبيرة لنصرة فلسطين. وفي هذه الأثناء كان حسن البنا يقوم بجولته ورحلته الصيفية الطويلة والمعتادة في مدن وقرى الصعيد، ومن هناك بعث إلى الإخوان يُذكِّرهم بالقضية، ويحملهم التبعة والمسؤولية، ويحفِّزهم للحركة والجهاد والتضحية.

اعتاد البنا إرسال رسائل إلى الحكومة المصرية حول قضايا عديدة، ومما جاء في رسالة البنا إلى علي ماهر باشا، رئيس الحكومة المصرية:

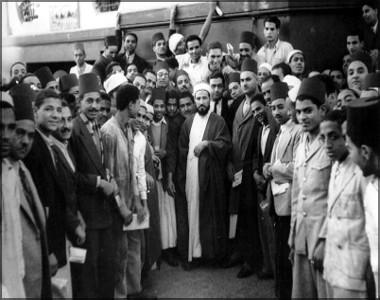
حسن البنا وسط مؤيديه وأتباعه في إحدى الزيارات لإحدى قري مصر.

وأعلن البنا أن الإخوان سيقدمون عشرة آلاف متطوع في سبيل فلسطين وأبرق مؤكداً ذلك إلى الزعماء العرب المجتمعين في عالية في مايو 1948 وتعاون البنا مع رجالات من مصر والعرب أمثال صالح حرب، وعبد الرحمن عزام، وفتحي رضوان. وكانت صلته وثيقة بالحاج أمين الحسيني مفتي فلسطين ورجال الهيئة العربية العليا، وقد عمل الإخوان على تهريبه حين مروره بمصر أثناء ترحيله تحت الحراسة من منفى لآخر، كما عملوا على تهريب الزعيم المغربي عبد الكريم الخطابي في ظروف مماثلة. وغدا حسن البنا الركن الركين في هيئة وادي النيل العليا التي تألفت للعمل الشعبي لأجل إنقاذ فلسطين.
وثق علاقاته بالصحفيين الذين غدوا يقدرون قدراته وآراءه وأن لم يكونوا يؤيدون مبادئ الإخوان. وعلم حسن البنا أن مسؤولية الدور الشعبي العام تتطلب ضمان التلاحم بين مسلمي مصر وأقباطها. وقد كتب حسن البنا إلى الأنبا يؤانس بطريرك الأقباط سنة 1355هـ / 1936م في شأن معاونة أبناء فلسطين وجمع التبرعات لهم. لكن أعباء القيادة الشعبية العامة صارت تتطلب اتصالاً أكبر، فتوالت الدعوات على بطريركية الأقباط لحضور مؤتمرات الأقاليم التي أقيمت لأهداف قومية مصرية أو عربية، وأصبح هذا تقليداً متبعاً في كثير من أحفال الإخوان، حتى ما كان منها لمناسبة إسلامية مثل بداية العام الهجري أو المولد النبوي.
ولكسب احترام الآخرين من الساسة المشاركين المتعاونين على أعباء القيادة والجمهور. فكتب في جريدة لإخوان اليومية حوالي سنة 1947 سلسلة مقالات تحت عنوان (اللهم هل بلغت، اللهم فاشهد)، تناول فيها مشكلات مصر السياسية والاقتصادية الهامة واتجاهات معالجتها وحلها في ضوء رؤيته لتوجيهات الإسلام. وقد نشرت هذه المقالات في صورة رسالة متكاملة فيما بعد.

### قرار حل الجماعة
كانت البلاد تغلي بالأحداث وجاءت حرب فلسطين لتزيد الأخداث حماسة، فالحركة الطلابية يتصدرها الإخوان المسلمون وصور دور كتائب الإخوان على أرض فلسطين وضغط الإخوان على الملك والحكومة في ذلـك الوقت بضرورة مواجهة العصابات الصهيونية بقوات متطوعة وليس عن طريق الجيوش النظامية التي تأتمر بأوامر القصر الذي كان في يد الاستعمار، وشدد الإخوان ضغطهم على القصر والحكومة في ذلك حينما تبين لحسن البنا أن السلطات المصرية كان في نيتها مجرد إرسال تجريدة نظامية صغيرة لتقوم بدور العصا لتأديب العصابات الصهيونية فحسب وليست للقضاء عليها.
لم قامت السطلات الإنجليزية بتخويف القصر وحكومات الأحزاب من الإخوان ومع تنامي شعبية الإخوان المسلمين كان قرار النقراشي باشا - رئيس وزراء مصر حينها - في كانون الأول (ديسمبر) 1948 بحل جماعة الإخوان المسلمين ومصادرة ممتلكاتها، واعتقال رجالها وزجهم في السجون، قال سعد الدين الوليلي عن هذا اليوم: ولا أنسى ليلة صدور قرار حل جماعة الإخوان في كانون الأول - ديسمبر عام 1948 حيث صدرت الأوامر إلى قوات الشرطة بالاستيلاء على شُعب الإخوان ومركزهم العام في الحلمية الجديدة وسوق من فيها إلى المعتقلات وشاء القدر أن أكون برفقة حسن البنا حين دهمتنا في ساعة متأخرة من الليل قوة من رجال البوليس السياسي، حيث حاصرت المبنى من كل أجزائه وقبضت على من فيه وملأت السيارات وانتظر البنا دوره في الدخول إلى السيارة إلا أن أحداً لم يسأله ذلك، فرأيته يتشبث بالسيارة التي كنت فيها ويحاول اعتلاءها ليلقى المصير الذي يلقاه الإخوان لكن القوة لم تمكنه من ذلك ومنعته من الركوب بدعوى أنه لم تصدر من المسؤولين أوامر باعتقاله فازداد تشبثاً بالسيارة واعتلى أولى درجات سلمها وهو يصيح: لا تأخذوا هؤلاء بجريرتي فأنا أولى منهم بالاعتقال .. ولم يُسمح له وتحركت السيارات وتركته في وحدته ليلقى حتفه عندما يحين الوقت المناسب لتنفيذ الاغتيال، ولو لم تكن قد بيتت النية على قتله لكان من الطبيعي أن يكون وهو رأس الجماعة في مقدمة المعتقلين وفي عام 1949 تم إغتيال حسن البنا.

## علاقته مع السعودية
كانت الزيارة الأولى لمؤسس جماعة الإخوان المسلمين الإمام حسن البنا للسعودية عام 1936 عندما التقى مؤسس المملكة العربية السعودية الملك عبد العزيز آل سعود ، الذي كان حريصا على استقبال كبار الشخصيات والمسؤولين وعلماء الدين من جميع الدول الإسلامية للسلام عليه بعد انتهاء موسم الحج، في حينها كان حسن البنا من الشخصيات الموجودة في هذا المحفل الديني وتعرف عن قرب بالملك عبد العزيز ، ولم يخف البنا إعجابه بالملك عبد العزيز حينما طلب من الملك عبد العزيز فتح فرع للجماعة في السعودية، ليكون جواب الملك المؤسس: «كلنا إخوان مسلمون»، ليشير البنا في مذكراته بعد اللقاء إلى أن السعودية «هي أمل من آمال الإسلام والمسلمين، شعارها العمل بكتاب الله وسنة رسوله وتحري سيرة السلف الصالح» وهو التوجه ذاته للملك عبد العزيز الذي أكد في أكثر من محفل أن المملكة العربية السعودية تقوم على الكتاب والسنة ومنهج السلف الصالح ، وكان البنا معجبا بالملك عبد العزيز و بالسعودية؛ إذ كان والده يقوم بشرح ونشر «الفتح الرباني» في مسند الإمام أحمد بن حنبل، ومن ثم كان والده على صلة بعلماء ومشايخ السعودية، وتصله منهم رسائل؛ إذ نشر جمال البنا بعضا منها في كتاب له، وفي هذه الرسائل التحيات مزجاة إلى الشيخ حسن وجماعته، وكلمات الإعجاب له وبه، وكانت نشرات جماعة «الإخوان» تصل إليهم من السعودية وكانت محل تقدير منهم

## اغتياله
بعد إعلان النقراشي باشا - رئيس وزراء مصر في ذلك الوقت - في مساء الأربعاء 8 ديسمبر 1948 قراره بحل جماعة الإخوان المسلمين ومصادرة أموالها وممتلكاتها واعتقال معظم أعضائها باستثناء البنا، الذي صادرت الحكومة سيارته، واعتقلت سائقه وسحبت سلاحه المرخص، وقبض على شقيقيه اللذان كانا يرافقانه في تحركاته، وقد كتب إلى المسؤولين يطلب إعادة سلاحه إليه، ويطالب بحارس مسلح يدفع هو راتبه، وإذا لم يستجيبوا فإنه يحملهم مسؤولية أي عدوان. وبعد اغتيال رئيس الوزراء محمود فهمي النقراشي علي يد النظام الخاص السري الجناح العسكري للإخوان المسلمين بأمر من عبدالرحمن السندي في 28 ديسمبر 1948 تآمر القصر مع الحكومة الجديدة برئاسة إبراهيم عبد الهادي للانتقام من الإخوان بحجة انهم هم من قتلوه، ودبروا اغتيال حسن البنا المرشد العام للجماعة في 12 فبراير 1949 أمام مقر جمعية الشبان المسلمين في شارع رمسيس - الملكة نازلي سابقاً - بسبع رصاصات استقرت في جسد البنا، توفي بعدها بساعات في مستشفي قصر العيني.

### تفاصيل الإغتيال

أخر صورة لحسن البنا وهو يؤم المصلين في جمعية الشبان المسلمين قبل أغتياله في ذات الليلة.

في الساعة الثامنة من مساء السبت 12 فبراير 1949 كان حسن البنا يخرج من باب جمعية الشبان المسلمين ويرافقه رئيس الجمعية لوداعه ودق جرس الهاتف داخل الجمعية فعاد رئيسها ليجيب الهاتف فسمع إطلاق الرصاص فخرج ليرى صديقه الأستاذ البنا وقد أصيب بطلقات تحت إبطه وهو يعدو خلف السيارة التي ركبها القاتل، وأخذ رقمها وهو رقم "9979" والتي عرف فيما بعد أنها السيارة الرسمية للأميرالي محمود عبد المجيد المدير العام للمباحث الجنائية بوزارة الداخلية كما هو ثابت في مفكرة النيابة العمومية عام 1952.
لم تكن الإصابة خطرة بل بقي البنا بعدها متماسك القوى كامل الوعي وقد أبلغ كل من شهدوا الحادث رقم السيارة ثم نقل إلى مستشفى القصر العيني فخلع ملابسه بنفسه، ليلفظ البنا أنفاسه الأخيرة في الساعة الثانية عشرة والنصف بعد منتصف الليل أي بعد أربع ساعات ونصف من محاولة الاغتيال بسبب فقده للكثير من الدماء، واعتقلت السلطة كل رجل حاول الاقتراب من بيت البنا قبل الدفن فخرجت الجنازة تحملها النساء، ولم يكن هناك رجل غير والده ومكرم عبيد باشا والذي لم تعتقله السلطة لكونه مسيحيًا وكانت تربطه علاقة صداقة بحسن البنا.

### محاكمة المنفذين
عندما قامت الثورة في 23 يوليو من عام 1952 أخذت حكومة الثورة علي عاتقها محاكمة المتورطين في اغتيال حسن البنا نظراً للتقارب الذي كان موجوداً بين قادة الثورة وقادة الإخوان في البداية، وقُدم القتلة للعدالة وصدرت أحكام ضدهم ولكنها أحكام اقتصرت علي أصحاب الأيدي الملطخة بالدماء ولم تطل أصحاب قرار الاغتيال، حيث أعادت سلطات الثورة التحقيق في ملابسات الحادثة في الأيام الأولى من قيامها وقبض على المتهمينِ باغتيالهِ وقدموا أمام محكمة جنيات القاهرة حيث صدرت ضدهم أحكام بالسجن في أغسطس 1954 ونص القاضي في حيثيات الحكم على: 
وقد أُفرج عن القتلة في مدد متفرقة لأسباب صحية ولم يقض أي منهم مدة الحكم بالسجن كاملة.

### الدفن
قول والد حسن البنا عن دفن ابنه:« أبلغت نبأ موته في الساعة الواحدة، وقيل: إنهم لن يسلموا لي جثته إلا إذا وعدتهم بأن تدفن في الساعة التاسعة صباحًا بدون أي احتفال، وإلا فإنهم سيضطرون إلى حمل الجثة من مستشفى قصر العيني إلى القبر، واضُطررت إزاء هذه الأوامر إلى أن أعدهم بتنفيذ كل ما تطلبه الحكومة، رغبة مني أن تصل جثة ولدي إلى  بيته، فألقي عليه نظرة أخيرة، وقبيل الفجر حملوا الجثة إلى البيت متسللين، فلم يشهدها أحد من الجيران ولم يعلم بوصولها سواي. وظل حصار البوليس مضروبًا حول البيت وحده، بل حول الجثة نفسها، لا يسمحون لإنسان بالاقتراب منها مهما كانت صلته بالفقيد. وقمت بنفسي بإعداد جثة ولدي للدفن، فإن أحدًا من الرجال المختصين بهذا لم يسمح له بالدخول، ثم أنزلت الجثة حيث وضعت في النعش، وبقيت مشكلة من يحملها إلى مقرها الأخير. وطلبت إلى رجال البوليس أن يحضروا رجالًا يحملوا النعش فرفضوا، فقلت لهم: ليس في البيت رجال، فأجابوا: فليحمله النساء! وخرج نعش الفقيد محمولاً على أكتاف النساء. ومشت الجنازة الفريدة في الطريق، فإذا بالشارع كله رصف برجال البوليس، وإذا بعيون الناس من النوافذ والأبواب تصرخ ببريق الحزن والألم والسخط على الظلم الذي احتل جانبي الطريق! وعندما وصلنا إلى جامع «قيسون» للصلاة على جثمان الفقيد، كان المسجد خاليًا حتى من الخدم ، وفهمت بعد ذلك أن رجال البوليس قدموا إلى بيت الله وأمروا من فيه بالانصراف ريثما تتم الصلاة على جثمان ولدي. ووقفت أمام النعش أصلي فانهمرت دموعي، ولم تكن دموعًا؛ بل كانت ابتهالات إلى السماء أن يدرك الله الناس برحمته. ومضى النعش إلى مدافن الإمام، فوارينا التراب هذا الأمل الغالي، وعندما عدنا إلى البيت الباكي الحزين، ومضى النهار وجاء الليل لم يحضر أحد من المعزين؛ لأن الجنود منعوا الناس من الدخول، أما الذين استطاعوا الوصول إلينا للعزاء، فلم يستطيعوا العودة إلى بيوتهم، فقد قبض عليهم إلا شخصًا واحدًا هو مكرم عبيد باشا.»

## الحالة الأسرية
لحسن البنا أربعة أشقاء ذكور من بينهم عبد الرحمن البنا وجمال البنا. وأنجب حسن البنا ست بنات هن وفاء، سناء، رجاء، صفاء، هالة، واستشهاد، وولدين أحمد سيف الإسلام ومحمد حسام الدين.

حسن البنا وأبنائه، ويظهر أحمد سيف الإسلام يسار الصورة.

## الإرث الثقافي

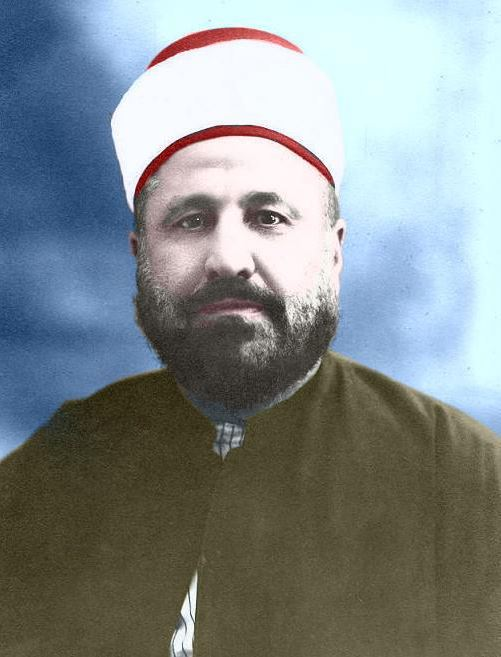
محمد رشيد رضا صاحب تفسير ومجلة المنار، والذي يعتبر أكثر من أثر في حسن البنا فيما أوجده من نظريات وأدبيات حول الشريعة والحياة

كان البنا نديمًا لتلاوة القرآن الكريم يتلوه بصوت رخيم كما كان يفسره بأسلوب سهل قريب، لم يحمل البنا عنوان التصوف ومع ذلك فإن أسلوبه كان يذكر بالحارث المحاسبي وأبي حامد الغزالي، وقد درس السنة على والده، كما درس الفقه المذهبي باقتضاب. وقف حسن البنا على منهج محمد عبده وتلميذه صاحب المنار الشيخ محمد رشيد رضا، ووقع بينه وبين الأخير حوار ومع إعجابه بالقدرة العلمية للشيخ رشيد وإفادته منها فقد أبى التورط فيما تورط فيه، كما درس البنا التاريخ الإسلامي، واستنبط عوامل المد والجزر في مراحله المختلفة، ودرس في حاضر العالم الإسلامي، وتفكر في مؤامرات الاحتلال الأجنبي ضده.
تنقل البنا في أغلب مدن مصر وقراها، وخلال عشرين عامًا تقريبًا أسس الجماعة، ما أدى إلى تحرك أمريكا وانجلترا وفرنسا فأرسلت سفراءها إلى حكومة الملك فاروق مطالبين بحل جماعة الإخوان المسلمين، بدأ حسن البنا يربي ويكون الجيل الجديد للإسلام على الأسس الذي وضعها للنهوض، فهو يرى تكوين دولة إسلامية وإقامة حكم شرعي، فسلك إلى هذه الغاية طريق التربية.
كان الساسة في ميدانهم قد هجروا القرآن، فما تدور على ألسنتهم آياته وما في أعمالهم توجيهاته، فإذا بحسن البنا يسمعونه في ميدانهم واعظًا يقرأ القرآن ويستشهد بالسنة، ويحدثهم عن سياسة الدنيا باسم الله ويسوق حشدًا من النصوص تؤيده. كما حرص على أن تكون دعوته غير إقليمية في حدود مصر، ولذلك فإنها امتدت إلى العديد من أقطار العالم العربي والإسلامي.

### بين الصوفية والسلفية
تأثر حسن البنا في حياته بالتصوف وهو يقرر في مذكراته أنه اتصل بالطريقة الحصافية في المحمودية خلال صباه الباكر، فكان يوصي كثيراً بتدريس كتاب إحياء علوم الدين للإمام الغزالي ويقتبس منه من الذاكرة في أحاديثه المرتجلة، وكأنه يحفظه عن ظهر قلب. وقد كان منتظراً من شخص نشأ مثل هذه النشأة الصوفية أن يكون موصد القلب إزاء النزعة السلفية، التي تبرز مثلاً في كتابات ابن تيمية وابن القيم، لاسيما أن كتابات هذين الإمامين لم تكن تلقى قبولاً من شيوخ الأزهر بمصر، غير أنه قد بدا في حسن البنا تطور فكري نحو السلفية خلال المرحلة الأخيرة من حياته، فقال في خطابه إلى المؤتمر الخامس للإخوان عام 1357هـ - 1938م:
أي أنه في مسيرته أخذت تتبلور في فكره وتنعكس في أحاديثه نزعة سلفية واضحة تعلو نبراتها يوماً بعد يوم، وتغطي على بداياته الصوفية.
وأنتقد حسن البنا الصوفية وطرقهم ودعاهم للإصلاح فقال «أيرضى النبي بهذه الخزعبلات التي ابتدعها القوم بعده، فجاءت مهزلة وأي مهزلة بهذه الجماعات الكسولة التي لا تجتمع في الميادين لتخيف العدو أو تنصر الدين، بل لتزعج السكان ليلاً بالصياح وقرع الطبول، فليجمع أهل الطرق رأيهم وليخططوا هذه الخطوة الصائبة، ولينظموا صفوفهم ويهذبوا نشيدهم أو يخلقوه خلقًا جديدًا».
ودعي كذلك الإخوان لمحاربة بدع الصوفية كالتبرك بالقبور، والتوسل ودعاء الأموات، وزيارة الأضرحة، والتمايل في المساجد، وتعليق التمائم في الأصول العشرين فأعتبرها من الكبائر التي يجب محاربتها فيقول في الأصل الثالث «وللإيمان الصادق والعبادة الصحيحة والمجاهدة نور وحلاوة يقذفها الله في قلب من يشاء من عباده، ولكن التمائم والرقى، والودائع، والرمل، والمعرفة والكهانة، وادعاء معرفة الغيب وكل ما كان من هذا الباب، منكر تجب محاربته إلا ما كان من قرآن أو رقية مأثورة»

### مؤلفاته
- مذكرات الدعوة والداعية
- المرأة المسلمة
- تحديد النسل
- المأثورات
- مباحث في علوم الحديث
- السلام في الإسلام
- قضيتنا

### الرسائل
- رسالة المنهج [48]
- رسالة الانتخابات [49]
- رسالة التعاليم
- مقاصد القرآن الكريم

### مؤلفات عنه
- أمثلة من التربية الحضارية عند الإمام البنا - سيد دسوقي
- معالم المشروع الحضارى في فكر الإمام الشهيد حسن البنا - محمد عمارة
- التربية السياسية عند الإمام حسن البنا - يوسف القرضاوي
- التربية الإسلامية ومدرسة حسن البنا - يوسف القرضاوي
- منهاج حسن البنا بين الثوابت والمتغيرات - جمعة أمين - نص الكتاب
- «حسن البنا وثورة اليمن» - حماده حسني
- «حسن البنا..الرجل القرآني» - روبير جاكسون

### قالوا عنه
- مفتي القدس الأسبق - الشيخ محمد أمين الحسيني: «بينما كان الملاحدة ودعاة الإباحية ومروجو الفكرة الشعوبية (القومية العلمانية) يهاجمون الإسلام، وينشرون سمومهم وضلالاتهم في مختلف الأوساط في الأقطار المصرية والعربية، وبِخاصة بين طلبة الجامعات والمعاهد العليا، برز المرحوم (إن شاء الله) الشيخ حسن البنا في وسط الشعب المصري المؤمن كما تبرز الشمس من بين السحب الداكنة، داعيا أمته وبلاده والمسلمين جميعا إلى العمل بالقرآن الكريم، وتطبيق أحكامه السامية، وآدابه الرفيعة، والاستمساك بسنة النبي صلى الله عليه وسلم في كل شأن».
- الشيخ طنطاوي جوهري: «إن حسن البنا في نظري مزيج عجيب من التقوى والدهاء السياسي، إنه قلب عليّ وعقل معاوية، وأنه رد على الحركة الوطنية عنصر (الإسلامية)... وبذلك يعد الجيل- هذا الجيل الإسلامي الحاضر- النسخة الثانية الكاملة المعالم بعد الجيل الأول في عهد الرسول».
- الشيخ عبد الحميد كشك: «الإمام الشهيد حسن البنا هو الداعية الذي بعث الأمل في قلوب اليائسين، وقاد سفينة العالم الحائر في خضمِّ المحيط إلى طريق الله رب العالمين. هو الرجل الذي كان يقول لأتباعه:» كونوا مع الناس كالشجر؛ يرمونه بالحجر فيرميهم بالثمر«!. عرفتُه من كتاباته، وعرفتُه من مريديه ومحبِّيه، وعرفتُه من آثاره الطيبة وأعماله المجيدة، عرفتُه داعيةً يجمع ولا يفرِّق، يحمي ولا يبدِّد، يصون ولا يهدِّد، يشدُّ أزر الأصدقاء ويردُّ كيد الأعداء. عرفته رجلاً بعيد النظر، قويَّ الحجة، فاهمًا لأحداث عصره، مجدِّدًا رجلا يتلافى الخلاف ويعمل على توحيد الأمة عندما سئل الإمام الشهيد ذات يوم من أحد عشَّاق الفُرقة: لماذا تبني الجمعية الشرعية المساجد وأنتم لا تبنون؟! فقال: عليهم أن يبنوا المساجد، وعلينا أن نملأها».
- الشيخ بن جبرين: «إن سيد قطب وحسن البنا من علماء المسلمين ومن أهل الدعوة وقد نصر الله بهما وهدي بدعوتهما خلقا كثيرا ولهما جهود لا تنكر».[50]
- الشيخ محمد متولي الشعراوي: «كنتم شجرة ما أروع ظلالها، وأورع نضالها، رضى الله عن شهيد استنبتها، وغفر الله لمن تعجل ثمرتها»[51][52]
- الشيخ ناصر الدين الألباني: – «إن كانت للأستاذ» حسن البنا«أخطاء فهي مغمورة في بحر حسناته، لو لم يكن للشيخ حسن البنا- رحمه الله- من الفضل على الشباب المسلم سوى أنه أخرجهم من دور الملاهي في» السينمات«ونحو ذلك والمقاهي، وكتّلهم على دعوة واحدة، ألا وهي دعوة الإسلام.. لو لم يكن له من الفضل إلا هذا لكفاه فضلا وشرفا.. هذا نقوله معتقدين لا مرائين ولا مداهنين».[4]
- الشيخ علي الطنطاوي: «عرفته هادئ الطبع رضي الخلق، صادق الإيمان طليق اللسان، آتاه الله قدرةً عجيبةً على الإقناع، وطاقةً نادرةً على توضيح الغامضات، وحل المعقَّدات، والتوفيق بين المختلفين، ولم يكن ثرثارًا؛ بل كان يحسن الإصغاء كما يحسن الكلام، وطبع الله له المحبَّة في قلوب الناس».[29]
- سيد قطب: «في بعض الأحيان تبدو المصادفة العابرة كأنها قدر مقدور، وحكمة مدبرة في كتاب مسطور.. حسن» البنا«.. إنها مجرد مصادفة أن يكون هذا لقبه.. ولكن من يقول إنها مصادفة، والحقيقة الكبرى لهذا الرجل هي البناء وإحسان البناء ، بل عبقرية البناء، لقد عرفت العقيدة الإسلامية كثيراً من الدعاة .. ولكن الدعاية غير البناء .. وما كان كل داعية يملك أن يكون بنّاء، وما كل بناء يوهب هذه العبقرية الضخمة في البناء.. هذا البناء الضخم.. الإخوان المسلمون».
- الشيخ محمد الحامد: «كان حسن البنا لله بكليته وروحه وجسده، بقلبه وقالبه، بتصرفاته وتقلبه. كان لله فكان الله له، واجتباه فجعله من سادات الشهداء الأبرار، إنه مُجَدَّد القرون السبعة الماضية».
- محمد يوسف موسى - «الأستاذ بكلية أصول الدين: لقد كان صديقنا الأستاذ حسن البنا داعية دينيًّا واجتماعيًّا من الطراز الأول، قد جمع الله تعالى له كل ما يجب لنجاح الدعوة، ولعل من أهم ذلك ما لمسته فيه منبصره النافذ بمَن يصلحون للقيام معه بدعوته، ثم عمله على ضمهم إليه بكل قلوبهم وعقولهم ومواهبهم، عرفتُ ذلك منه بخاصة، حين رغب إلي وآخرين معي في أن نكون رفقاء له في رحلةٍ من القاهرة إلى الإسكندرية ثم رشيد بعد الحرب الماضية».

#### آراء سلبية حوله
- الشيخ أحمد شاكر: «حركة الشيخ حسن البنا وإخوانه المسلمين الذين قلبوا الدعوة الإسلامية إلى دعوة إجرامية هدامة، ينفق عليها الشيوعيون واليهود كما نعلم ذلك علم اليقين».

### من أقواله
- «فكرتنا إسلامية بحتة، على الإسلام ترتكز، ومنه تُستمد، وله تُجاهد، وفي سبيل إعلاء كلمته تعمل، لا تعدل بالإسلام نظاما، ولا ترضى سواه إماماً ولا تطيع لغيره حُكاماً».
- «وقد يقال أن الجهر بالعودة إلى نظام الإسلام يخيف الدول الأجنبية فتتألب علينا ولا طاقة لنا بها وهذا منتهي الوهن وفساد في التقدير».
- «إذا قيل لكم إلام تدعون ؟ ... فقولوا ندعو إلي الإسلام الذي جاء به محمد صلي الله عليه وسلم والحكومة جزء منه والحرية فريضة من فرائضه ، فإن قيل لكم هذه سياسة ! فقولوا هذا هو الإسلام ونحن لا نعرف هذه الأقسام».
- «ومن الحق أننا ندعو بدعوة الله، وهى أسمى الدعوات، وننادى بفكرة الإسلام، وهي أقوم الفكر، ونقدم للناس شريعة القرآن وهي أعدل الشرائع».
- «إن عيدكم الأكبر يوم تتحرر أوطانُكم، ويَحكمُ قرآنُكم، فاذكروا في العيد ماضيَكم المجيد، لتتذكروا تبعاتكم، وأملكم لحاضركم، ورسالتكم لمستقبلكم، وجدِّدوا الآمال، وآمنوا، وتآخَوا، واعملوا، وترقَّبوا بعد ذلك النصرَ المبين، ولا تنسَوا أن ثمنَ النصر تضحيةٌ وفداءٌ، فاحرِصوا على تقديم هذا الثمن، ولا تهِنوا بعد ذلك ولا تحزنوا، فأنتم الأعلون والله معكم ولن يتركم أعمالكم، وما كان الله ليضيعَ إيمانكم».
- «إن ميدان القول غير ميدان الخيال، وميدان العمل غير ميدان القول، وميدان الجهاد غير ميدان العمل، وميدان الجهاد الحق غير ميدان الجهاد الخاطئ».
- «إن الامة التي تحسن صناعة الموت وتعرف كيف تموت الموتة الشريفة، يهب الله لها الحياة العزيزة في الدنيا والنعيم الخالد في الآخرة، وما الوهن الذي اذلنا إلا حب الدنيا وكراهية الموت، فأعدوا أنفسكم لعمل عظيم.. واحرصوا على الموت توهب لكم الحياة واعلموا أن الموت لابدَّ منه، وأنه لا يكون إلا مرةً واحدةً، فإن جعلتموها في سبيل الله كان ذلك ربحَ الدنيا وثوابَ الآخرة».
- «حقائق اليوم هي أحلام الأمس، وأحلام اليوم هي حقائق الغد».
- «كم فينا وليس منا، وكم منا وليس فينا».
- «نفوسكم هي الميدان الأول إذا استطعتم عليها كنتم على غيرها أقدر».
- «راحتي في تعبي، وسعادتي في دعوتي».
- «قد وطنَّا أنفسنا على أن نعيش أحراراً عظماء أو نموت أطهاراً كرماء».[53]

## انتقادات

### النزعة التكفيرية
ذكر ثروت الخرباوي أن البنا أول من وضع ملامح المجتمعين، مجتمع الإيمان الصحيح - الإخوان - ومجتمع الباطل، وهو باقي المسلمين، حيث تضمنت رسائل البنا – خاصة رسائل التعاليم – العديد من اللمحات للأمة بأنها كافرة وغاب عنها الإسلام منذ قرون، وأن الله سخره وجماعته ليعيد الإسلام لها، وقال طارق أبو السعد القيادي الإخوانى السابق: إن حسن البنا مارس شكلاً من أشكال الخداع الفكري، فقد صنع جماعة ظاهرها الدعوة وباطنها استخدام القوة مستشهدًا بقول حسن البنا «سنستخدم القوة عندما لا يجدى غيرها، وسننذر أهلها قبلها، وسنكون شرفاء ونتحمل النتائج» التي قالها في رسالة المؤتمر الخامس.
كما قال أحمد ربيع الغزالي محامي جماعة الاخوان المسلمين السابق، إن فكر حسن البنا الأصولي العام كان بعيدًا عن التكفير، حيث أنه لم يختلف مع أهل السنة والمذاهب الأربعة ومفهوم الأزهر المعتدل، ولم يكفر مسلم نطق الشهادتين، إلا أن فكره السياسي كان مضطربًا، وأشار الغزالي إلى أن البنا أنشأ الجماعة بغرض الوصول إلى الحكم وهو أكد ذلك بنفسه، ولا يرى أن يكون الوصول إليه عن طريق الاقتراع أو الانتخاب أو الأحزاب، ولكن عن طريق القوة المسلحة، حيث كان البنا يريد أن يصل إلى الحكم عن طريق تجهيز 12 الف من المجاهدين، وخلفية الفقه السياسي خلفية تكفيرية ولكن لم يصرح بها.
وقال سامح عيد الباحث في شئون الجماعات الإسلامية والقيادي المنشق، أن حسن البنا كان عندما يتحدث عن جماعته يستدعي آيات القرآن الكريم التي تتحدث عن المؤمنين والصالحين، أما حينما يحدث عن المخالفين له فكان يستدعي آيات المنافقين والمشركين، وأنه كان يقول دائماً «اللهم اهدي قومي فإنهم لا يعلمون» لمن دون جماعته، وأوضح أن البنا قام بتسمية نفسه بالمرشد وهو ابن 22 عاماً وهو كما يظن سامح عيد أنه استعلاء إيماني، وهذا يجعل من غيره ضالين وهو مرشدهم، وأضاف أن حسن البنا كان يرى أنه هناك 3 قوى، وهي القوة الايمانية، قوة الترابط، والقوة التنفيذية، مستشهداً بقول حسن البنا «سأكون 12 ألف وأخوض بهم لجج البحار واقتحم عنان السماء وأقاتل كل عنيد جبار.»

### الدعوة للعنف
أكد حسن البنا بأن الإخوان سيستخدمون القوة حينما لا تجدي غيرها وحينما يكونون علي مقدرة من ذلك فيقول:
«هل تكون القوة أول علاج أم أن آخر الدواء الكي ؟ و هل من الواجب أن يوازن الإنسان بين نتائج استخدام القوة النافعة و نتائجها الضارة و ما يحيط بهذا الاستخدام من ظروف ؟ أم من واجبه أن يستخدم القوة و ليكن بعد ذلك ما يكون ؟، هذه نظرات يلقيها الإخوان المسلمون على أسلوب استخدام القوة قبل أن يقدموا عليه , و الثورة أعنف مظاهر القوة , فنظر الإخوان المسلمون إليها أدق و أعمق , و بخاصة في وطن كمصر جرب حظه من الثورات فلم يجن من ورائها إلا ما تعلمون، إن الإخوان المسلمين سيستخدمون القوة العملية حيث لا يجدي غيرها، وحيث يثقون في أنهم قد استكملوا عدة الإيمان والوحدة، وهم حين يستخدمون هذه القوة سيكونون شرفاء صرحاء وسينذرون أولا، وينتظرون بعد ذلك، ثم يقدمون في كرامة وعزة، ويحتملون كل نتائج موقفهم هذا بكل رضاء وارتياح، وأما الثورة فلا يفكر الإخوان المسلمون فيها , ولا يعتمدون عليها ، ولا يؤمنون بنفعها ونتائجها ، وإن كانوا يصارحون كل حكومة في مصر بأن الحال إذا دامت علي هذا المنوال ولم يفكر أولو الأمر في إصلاح عاجل وعلاج سريع لهذا المشاكل ، فسيؤدي ذلك حتما إلي ثورة ليست من عمل الإخوان المسلمين ولا من دعوتهم ، ولكن من ضغط الظروف ومقتضيات الأحوال ، وإهمال مرافق الإصلاح , وليست هذه المشاكل التي تتعقد بمرور الزمن و يستفحل أمرها بمضي الأيام إلا نذيراً من هذه النذر ، فليسرع المنقذون بالأعمال .
»
كان مما فعله البنا منذ اللحظة الأولى التي أنشأ فيها جماعة الإخوان أن جعل من السيف شعاراً لها، ليس سيفا واحداً بل سيفين، وكانت دلالة اختياره للسيفين أن أحدهما يجب أن يوجه للداخل لمحاربة من يقفون ضد الدين، والثاني يجب أن يوجه للخارج حيث سيكون السيف هنا وسيلة لفرض الدين للحكم في العالم تحت مسمى إنشاء دولة الخلافة، كما اختار البنا كلمة مأخوذة من آية قرآنية لتكون هي المحور الذي يرتكز عليه السيفان، وهي كلمة وأعدوا من آية «وأعدوا لهم ما استطعتم من قوة ومن رباط الخيل ترهبون به عدو الله وعدوكم».
وذات يوم سأل ثروت الخرباوي الأستاذ عمر التلمساني المرشد الثالث للجماعة عن هذا الشعار، فقال إن البنا اختاره ليواجه به الاستعمار الإنجليزي، فقال الخرباوي له: ولماذا لا نغيره الآن وليس هناك من يحتلنا؟ فقال: ولكن اليهود يحتلون فلسطين، فيعتقد خصوم الإخوان أن الدين عندهم هو القتل والقتال، هو الإجبار والإكراه، هو الولاء والبراء، فحيثما كان الرجل معك في تنظيمك وفهمك للدين فيجب أن تواليه وتحبه.

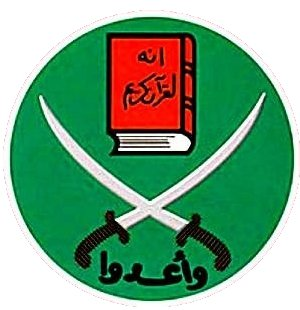
شعار الإخوان المسلمين

أما عن العنف والقتل والقتال فهناك مقولة للبنا في رسالة من رسائله قال فيها: «أما القوة فشعار الإسلام في كل نظمه وتشريعاته، فالقرآن الكريم ينادي في وضوحٍ وجلاء ﴿وَأَعِدُّوا لَهُمْ مَا اسْتَطَعْتُمْ مِنْ قُوَّةٍ وَمِنْ رِبَاطِ الْخَيْلِ تُرْهِبُونَ بِهِ عَدُوَّ اللَّهِ وَعَدُوَّكُمْ﴾ (الأنفال: من الآية 60)، والنبي- صلى الله عليه وعلى آله وصحبه وسلم- يقول: "المؤمن القوي خير وأحب إلى الله من المؤمن الضعيف"؛ بل إنَّ القوةَ شعار الإسلام حتى في الدعاء وهو مظهر الخشوع والمسكنة، واسمع ما كان يدعو به النبي- صلى الله عليه وعلى آله وصحبه وسلم- في خاصة نفسه ويعلمه أصحابه ويناجي به ربه: "اللهم إني أعوذ بك من الهم والحزن وأعوذ بك من العجز والكسل، وأعوذ بك من الجبن والبخل، وأعوذ بك من غلبة الدين وقهر الرجال"، ألا ترى في هذه الأدعية أنه قد استعاذ بالله من كل مظهرٍ من مظاهر الضعف: ضعف الجيب بالهم والحزن، وضعف الإنتاج بالعجز والكسل، وضعف الإرادة والمال بالجبن والبخل، وضعف العزة والكرامة بالدين والقهر، فماذا تريد من إنسانٍ يتبع هذا الدين إلا أن يكون قويًّا في كل شيء؟ فالإخوان المسلمون لا بد أن يكونوا أقوياء، ولا بد أن يعملوا في قوة. ولكن الإخوان المسلمين أعمق فكرًا وأبعد نظرًا من أن تستهويهم سطحية الأعمال والفكر، فلا يغوصون إلى أعماقها ولا يزنوا نتائجها وما يُقصد منها وما يُراد بها، فهم يعلمون أن درجةً من درجات القوة قوة العقيدة والإيمان، ويلي ذلك قوة الوحدة والارتباط ثم بعدهما قوة الساعد والسلاح، ولا يصح أن تُوصف جماعة بالقوة حتى تتوفر لها هذه المعاني جميعًا، وإنها إذا استخدمت قوة الساعد والسلاح ضد أعداء الأمة خاصةً المستعمرين منهم وهي مفككة الأوصال مضطربة النظام أو ضعيفة العقيدة خامدة الإيمان فسيكون مصيرها الفناء والهلاك.» وفي رسالة أخرى للبنا يوجهها إلى شباب الجماعة يتحدث فيها عن أمله في أن يكون لديه من الإخوان كتائب مقاتلة من الشباب يغزو بهم العالم فيقول: «لا في الوقت الذي يكون فيه لكم معشر الإخوان المسلمين ثلاثمائة كتيبة قد جهزت كل منها نفسها .. في هذا الوقت طالبوني بأن أخوض بكم لجج البحر، وأقتحم بكم عنان السماء، وأغزو بكم كل عنيد جبار، فإنى فاعل إن شاء الله» كما قال مرةً «من يقعد من الإخوان عن التضحية مع هذه الكتائب فهو آثم.»
ويزعم خصوم الجماعة أن من أجل ذلك أنشأ حسن البنا الجهاز الخاص الذي ارتكب بعض الاغتيالات والعنف السياسي كإغتيال الخازندار بعد حكمه بالمؤبد علي بعض أعضاء النظام الخاص المحاربين للإنجليز واغتيال النقراشي بعد حله الجماعة ومصادرة اموالها وممتلكاتها واعتقال اعضائها وفصل موظفيها من الدولة وفقا لما ورد في مذكرات قادة الجهاز الخاص - أحمد عادل كمال ومحمود الصباغ - حيث ورد في مذكراتهم:« إن قتل أعداء الله هو من شرائع الإسلام، ومن خدع الحرب فيها أن يسب المجاهد المسلمين وأن يضلل عدو الله بالكلام حتى يتمكن منه ويقتله.» وقال حسن البنا بعد قرار حل الجماعة في «رسالة القول الفصل» «يا حضرات السادة الحكام، لن ترضى هذه الجماعة لنفسها أن تدع لكم تقرير مصيرها، ولن تسمح لكم بأن تقلِبوا الحقائق، وتعتدوا على الحريات، وتُصادروا الأموال والممتلكات، وتظلموا الأبرياء بالباطل، وإنها لتُحَمِّلُكم أمام الرأي العام نتائج ما يحدث عن هذا العدوان، وعلى الباغي تدور الدوائر» بعد أن سبق في رسالته التهديد للانتصار لما سَمَّاه: «رفع الظلم، والانفجار الذي نتج عن الضغط؛ فمَن كان مِن المعتدين عليه دافع عن نفسه، ومَن مات دون عِرضه فهو شهيد، ومَن مات دون ماله فهو شهيد، ومن مات دون دينه فهو شهيد».

### اليهودية
أتهم عباس العقاد حسن البنا في مقال له بعنوان "الفتنة الاسرائيلية" عقب إغتيال النقراشي باشا، بأنه ذو أصول يهودية مغربية وأنه يبطن اليهودية ويتظاهر بالإسلام من أجل عمل فتنة في المجتمع وتدمير الدول العربية بيد أبنائها خدمة لإسرائيل، وأحتج العقاد بأن جد البنا يقال عنه إنه من المغرب وسكن في شمشيرة بالبحيرة والتي كانت مركز اليهود في مصر ويوجد بها ضريح الحاخام أبو حصيرة، وأن والده كان((ساعاتي)), وقال "والمعروف أن اليهود في المغرب كثيرون، وأن صناعة الساعات من صناعاتهم المألوفة، واننا هنا في مصر لا نكاد نعرف ((ساعاتي)) كان يعمل بهذه الصناعة قبل جيل واحد من غير اليهود".

### الماسونية
يري القيادي الإخواني السابق ثروت الخرباوي وكثير من الباحثين بأن حسن البنا كان ماسونيا، وأن لقب "البنا" الذي أتخذه هو نسبة للبنائين الأحرار الذي يرمز لبناء هيكل سليمان ولم يكن موجودا لدي عائلته، كما يرون تأثره الكبير بالماسونية من خلال تسميه جماعته ب"الإخوان" وهو الاسم الذي يُعرف به الماسونيون داخل المحفل كون الماسونية جماعة أخوية، كما يذكر الخرباوي بأن رئيس المحفل هو من كان يمول الإخوان، ومن الأدلة الأخري هو أن السرية والدرجات والشعار وطقوس البيعة لدي الإخوان تتشابه مع الماسونية، كما أتهم الغزالي حسن الهضيبي المرشد الثاني للجماعة بأنه ماسونيا وأن منظمات سرية عالمية كالماسونية هي من نصبته مرشداً للجماعة من أجل التحكم فيها لأغراضها. كما أن سيد قطب أعترف بأنه ماسونيا قبل التحاقه بالجماعة في مقال له بعنوان "لماذا صرت ماسونيا" في في مجلة "التاج المصرى" لسان حال المحفل الماسوني المصري، والتي لم تكن تسمح لأي شخص بالكتابة فيها إلا اذا كان منضماً للماسونية.

### العمالة والتأمر
يتم إتهام حسن البنا بأنه كان عميلًا بريطانيًا ويستدلون بما قاله في مذكرات الدعوة والداعية حيث قال أن طلب من شركة قناة السويس منحه بمبلغ 500 جنية من أجل تأسيس مسجد ومدرسة للإخوان المسلمين خلال سعيه لتأسيس الجماعة، وقد وافق السيد الباروندى مدير الشركة منحه المبلغ.

### مناظروه السلفيون
انتقد بعض معتقدي العقيدة السلفية وخاصة السلفية الجامية المتأثره بأدبيات وأطروحات محمد أمان الجامي حسن البنا والإخوان المسلمين منذ نشوئها تقريباً، ومن أبرز الانتقادات كانت بالعقيدة ونوع المنهج وطريقة تطبيقه، منها:
- التهاون في توحيد العبادة الذي هو من أهم الأشياء في الإسلام في رأيهم
- سكوت الإخوان وإقرارهم للناس على الشرك الأكبر؛ كالدعاء لغير الله، والتطوف بالقبور، والنذر لأصحابها، والذبح على أسمائهم بينما يرد الإخوان علي هذا الاتهام بقول حسن البنا في الأصول العشرين «الاستعانة بالمقبورين أيا كانوا ونداؤهم لذلك وطلب قضاء الحاجات منهم عن قرب أو بعد والنذر لهم وتشييد القبور وسترها وإضاءتها والتمسح بها والحلف بغير الله وما يلحق بذلك من المبتدعات كبائر تجب محاربتها، ولا نتأول لهذه الأعمال سدا للذريعة».
- منها أن البنا أخذ البيعة من عبد الوهّاب الحصافي على طريقته الحصافية الشاذلية، ويرد الإخوان بأنه تركها فيما بعد وأنتقد خرافات وبدع الطرق الصوفية فيقول «أيرضى النبي بهذه الخزعبلات التي ابتدعها القوم بعده، فجاءت مهزلة وأي مهزلة بهذه الجماعات الكسولة التي لا تجتمع في الميادين لتخيف العدو أو تنصر الدين، بل لتزعج السكان ليلاً بالصياح وقرع الطبول، فليجمع أهل الطرق رأيهم وليخططوا هذه الخطوة الصائبة، ولينظموا صفوفهم ويهذبوا نشيدهم أو يخلقوه خلقًا جديدًا».
- كما ينتقد السلفيون دعوة البنا وجماعته إلى الخلافة، وهذا بدعة - كما يؤكدون - فإن الرسل وأتباعهم ما كلفوا إلا بالدعوة إلى التوحيد استناداً واستشهاداً بقول الرب في القرآن (ولقد بعثنا في كل أمة رسولاً أن اعبدوا الله واجتنبوا الطاغوت)
- كما يؤخذ عليهم عدم الولاء والبراء عندهم أو ضعفه ويتبين ذلك من دعوتهم للتقريب بين السنة والشيعة،
- تتبعهم عثرات الولاة، والتنقيب عن مثالبهم، ونشرها بين الشباب
- أهم انتقاد على الإخوان هو الحزبية التي تعتبر ممقوتة لدى السلفية، فيوالي الإخوان من أجل هذا الحزب ويعادون من أجله، كما ينتقدون وبشدة من السلفية الجامية والجهادية وكثير من الأحزاب السياسية على أخذ الإخوان البيعة للعمل على المنهج والهدف الإخواني بالشروط العشرة التي ذكرها البنا.[71][72]

بينما يرد أنصار حسن البنا بأنه قد دعي للتوحيد ولمحاربة الشرك كالتبرك بالقبور، والتوسل ودعاء الأموات، وزيارة الأضرحة، والتمايل في المساجد ويستدلون بالأصول العشرين لحسن البنا فيقول:

### مؤيدو البنا
قال بعض مؤيدي دعوة حسن البنا وفكره بإنه من الدعاة المصلحين الذين قدموا أنفسهم في خدمة الله، كما أشاروا إلى إرثه الذي أحدث بدايات النهضة الإسلامية وحركتها الدعوية الجديدة، مع الإصرار بأن البنا ما هو إلا بشر كجميع البشر يصيب ويخطئ، وقال يوسف القرضاوي عن هذا:

### رثاؤه
وقد رثاه المغربي عبد الكريم الخطابي وقال «يا ويح مصر والمصريين، مما سيأتيهم من قتل البنا، قتلوا وليًّا من أولياء الله، وإن لم يكن البنا وليًّا فليس لله ولي.»

## وصلات خارجية
- حسن البنا على موقع أرشيف الشارخ.
- حسن البنا على موقع الموسوعة البريطانية (الإنجليزية)
- حسن البنا على موقع إن إن دي بي (الإنجليزية)
- موقع حسن البنا، على إخوان ويكي
- سيرة حسن البنا علي موقع ذاكرة مصر المعاصرة، التابع لمكتبة الإسكندرية
- مئوية حسن البنا، المعرفة، الجزيرة نت
- أبرز تنظيم ديني في القرن الـ 21: 60 عاما على اغتيال البنا: الإخوان من جمعية دعوية إلى تنظيم دولي، العربية نت، 12 فبراير 2009م
- الإمام حسن البنا، قصة الإسلام

فيديو
- فيلم الشجرة الطيبة يروي حياة ومسيرة وممات مؤسس جماعة الإخوان المسلمين الإمام حسن البنا -إخراج إخوان الأردن على يوتيوب
- فيلم قناة الجزيرة الوثائقي الجريمة السياسية، اغتيال حسن البنا - الجزء الأول على يوتيوب- الجزء الثاني على يوتيوب